# Główina
Główina is een plaats in het Poolse district  Płocki, woiwodschap Mazovië. De plaats maakt deel uit van de gemeente gmina en telt 365 inwoners.